# Baby Come Back
«Baby Come Back» —en español: «Nena, regresa»— es una canción interpretada por la banda estadounidense de rock Player, que se publicó el 13 de octubre de 1977 por las discográficas RSO y Philips para promocionar su álbum debut homónimo Player editado ese mismo año y fue el primer sencillo del grupo. El tema, además de contener los conocidos riffs de guitarra distorsionada, está construido por una instrumentación que incluye sintetizadores, pianos (acústico y eléctrico), clavinet, bajo y batería. Los encargados de la producción fueron Dennis Lambert y Brian Potter.
Escrita y compuesta por los integrantes Peter Beckett y JC Crowley e inspirada en la separación amorosa de Beckett, en tan poco tiempo se convirtió en el primer número uno de la banda. En los Estados Unidos, llegó a la cima de la lista Billboard Hot 100 y logró entrar en el puesto número 10 en la Hot Soul Singles en la segunda quincena de enero de 1978, allí se mantuvo en un total de treinta y dos semanas. El éxito continuó en Canadá, donde la canción se ubicó en el puesto 1 durante una semana. En Francia, Reino Unido, Países Bajos, Australia y Nueva Zelanda ocupó los puestos 2, 21, 32, 15 y 4, respectivamente. La canción vendió un total de 3 millones de unidades, sólo en los Estados Unidos y Canadá.
El bajista Ronn Moss —quien interpretó a Ridge Forrester en la telenovela de 1987 The Bold and the Beautiful— en una entrevista de la revista Rolling Stone en junio de 2012, dijo:

La llamabamos rock'n'soul. Tiramos de lo mejor de ambos mundos.

En mayo de 2006, la canción fue ubicada en el puesto número 8 en la lista «Las diez canciones de rock de todos los tiempos» elaborada por Yacht Rock. En septiembre de 2013, la emisora WMMO de Orlando, Florida, elaboró una lista titulada «Las 500 mejores canciones de todos los tiempos» en donde la canción ocupa el puesto número 151.

## Antecedentes
A comienzos de 1977, la ya formada banda había empezado a hacer planes de grabar un álbum de estudio. Peter Beckett y J.C. Crowley venían de publicar un sencillo «Jukebox Saturday Night» sin lograr éxito. Se pusieron a escribir canciones en el viejo garaje de la casa de Crowley en Texas. Beckett afirmó que la inspiración para componer esta canción vino luego de la ruptura amorosa de él con su entonces novia. Luego de cinco años de relación, el término de esta dejó bastante deprimido al músico, quien se dio la tarea de dejar plasmada toda su tristeza en las estrofas de «Baby Come Back».
Fue compuesta entre marzo y abril de 1977, cuando Beckett le redactó su historia a Crowley quien con su creatividad e imaginación pudo en parte coescribir la canción.[cita requerida] Según Beckett, se escribió con rapidez, les llevó cerca de tres horas en una noche y una hora de la noche siguiente pasaron a pulirla y decía que la canción tenía «tanto sentimiento personal, que sabían que tenían algo en especial». Luego de haberla compuesto, decidieron estrenarla tocándola en distintos bares y clubs de California, momento en el cual comienzan a preocuparse más por conseguir algún contrato y de convertirse en una banda profesional.
Tras una visita al Hotel Beverly Hills, el grupo se encontró casualmente con el productor discográfico Clive Davis a quien le tocaron por primera vez y este los halagó diciendo que su música sonaba bien. La intención de la banda era firmar un contrato discográfico, pero no lo consiguieron.

## Descripción musical

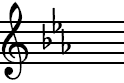
«Baby Come Back» está compuesta en la tonalidad de do menor.

«Baby Come Back» es una balada rock compuesta por los integrantes Peter Beckett y J.C. Crowley en la tonalidad de do menor. Está formada por una instrumentación de sintetizadores, un piano acústico, un clavinet, una guitarra rock, un piano eléctrico en fa2 y la bemol5, un bajo y una batería. Según sus autores, se basa en una canción rock en donde representa «una historia de amor terminada». En la partitura publicada por Alfred Publishing Co., Inc., en el sitio Musicnotes.com, se desarrolla en un compás de 4/4 con un tempo lentamente moderado de 120 pulsaciones por minuto. La introducción de la canción se construye a base de batería y bajo. Comienza con una dinámica mezzoforte y sigue durante la progresión armónica, luego cambia a un la bemol7 sobre un si bemol y continúa con un sol menor7, esto se repite en el primer y segundo estribillo. El registro vocal utilizado por Peter Beckett en la canción abarca 4 octavas, de mi bemol4 a do6, incluyendo un falsete en el puente «Ain't there nothing left from me» —(«Y nada a quedado para mí»)—. Durante el tercer y último verso la nota pasa a un do menor y vuelve a su tonalidad relativa mi bemol mayor. El solo de guitarra que se ejecuta a medida que se desvanece la canción está en si menor.

## El debut de la canción

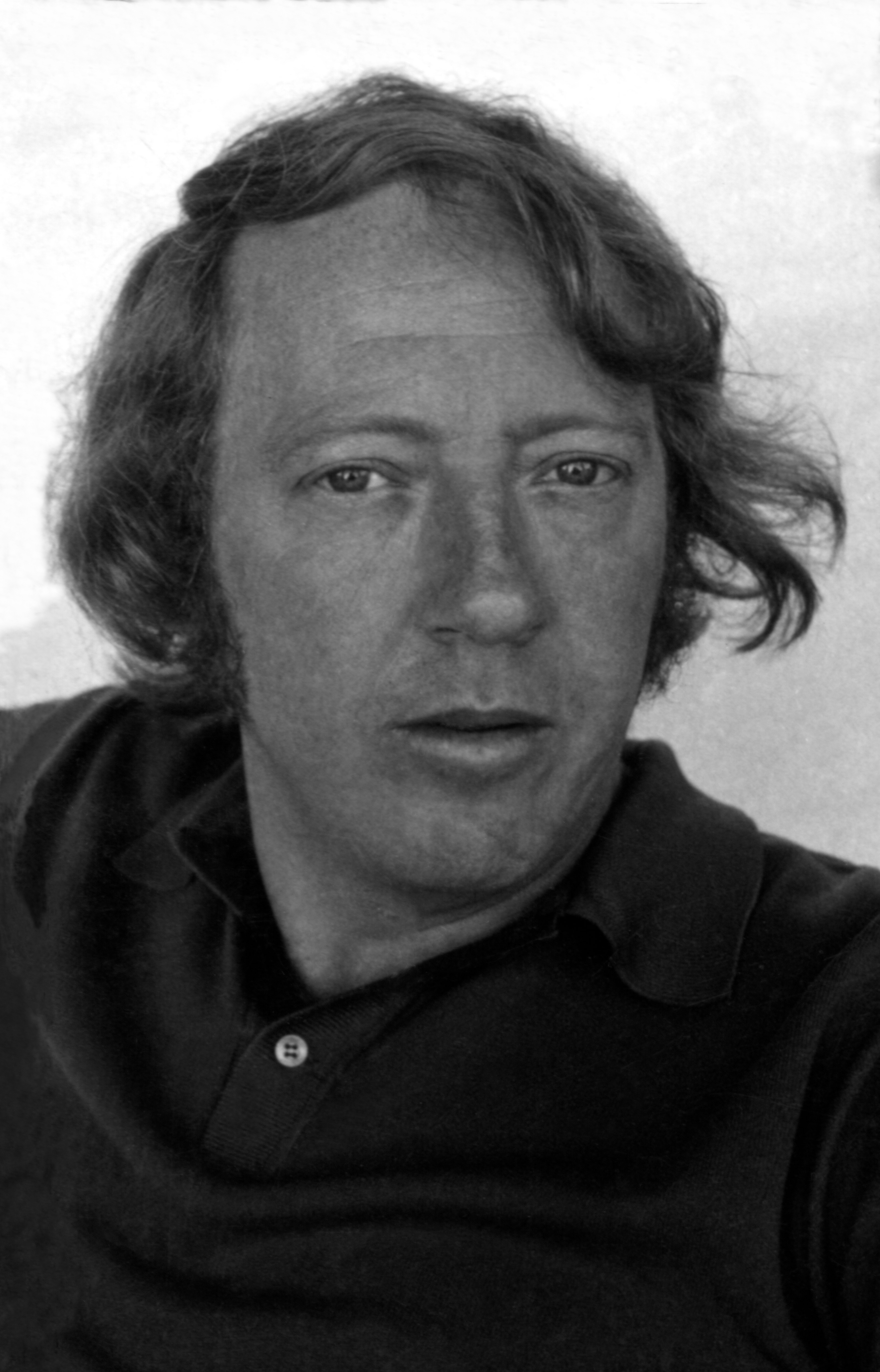
El productor discográfico Robert Stigwood —foto—, quedó sorprendido tras la audición del grupo y les concedió su primer contrato discográfico.

Luego del primer intento con Clive Davis, la tocaron por segunda vez en el estudio de Dennis Lambert y Brian Potter, dueños de la compañía Haven Records, y productores de su álbum debut y de sus próximos discos, el 14 de mayo de 1977, tras haber recurrido a numerosos escenarios. Ellos fueron quienes habían descubierto la capacidad que la banda tenía, quedando sorprendidos y orgullosos con la calidad musical que desempeñaron. El 25 de mayo, al asistir a la oficina del productor y empresario Robert Stigwood (lugar en donde estaban grabando material los Bee Gees), llevan a cabo una tercera audición. En esta ocasión logran cautivar al productor y consiguen el primer contrato discográfico –con RSO Records– por dos años y editan la canción como sencillo y un mes después es lanzado en Estados Unidos, consiguiendo entrar en los primeros puestos de las listas estadounidenses. Debido a la fama lograda con esta canción, el grupo fue votado en honor por la revista Billboard como Nuevo Artista de Sencillos de 1978.
En una entrevista realizada por The Popdose en febrero de 2013, Peter Beckett reveló detalles acerca del origen de la canción:

Lo hice, en realidad. La escribí con Crowley, y creo que el momento en que la escribimos sabíamos que teníamos algo, porque nos gustaba cantarla. Yo recuerdo haber hecho estas vitrinas en Hollywood, como en los Estudios SAR y esas cosas, y me acuerdo que una vez, muy cockily, cuando tuvimos un montón de ejecutivos de la discográfica en la espalda, no teníamos un acuerdo, y sin embargo, así lo hicimos un puñado de canciones, entonces me dijo: "Me gustaría tocar nuestro primer número de un registro," y hemos cantado "Baby Come Back." Por supuesto, todo el mundo se burló cuando me lo dijo, pero luego cuando la cantamos, se sentía muy bien. No sé, sólo había algo de magia allí. Todo el mundo sabía que tipo de música era. No sabíamos que realmente llegaría a ser un número uno, pero ... en fin, a partir de ahí, era sólo un salto, salto y un salto al resto.
Peter Beckett en una entrevista para The Popdose, 26 de febrero de 2013.

## Estilo musical
«Baby Come Back» es una mezcla de géneros rock, pop y disco, popularizados en los años 1970, lo que la convierte en una canción de «rock melódico» y a la vez «romántico», también se destaca por contener rock progresivo, Adult oriented rock, rock sinfónico y Adult contemporary. Durante sus primeros años, el grupo experimentaba con estilos muy cercanos al beat y al country, pero luego de la incorporación del bajista Ronn Moss al grupo, se empezaron a especializar más en géneros derivados del rock de mediados de los setenta, época que por entonces era dominada por la música disco. La canción fue grabada sobre la base de ritmos lentos como el del soul y el rhythm and blues, rápidos como el del soft rock y melódicos como el del pop. Se considera como una de las canciones más románticas del álbum, el cual consta de estilos como el rock psicodélico y el hard rock, también muy populares por aquellos años.

## Presentaciones en vivo
El 4 de noviembre de 1977, Player se presentó como telonero del cantante Gino Vanelli en el Music Hall de Houston, Texas durante la gira Pauper In Paradise Tour. Dicha presentación le abrió las puertas cuando la canción llamó la atención del público y se convirtió en todo un éxito tanto en Estados Unidos como en países europeos.
Destaca también la actuación en vivo en el Civic Center de Santa Mónica el 12 de febrero de 1978, teloneando la gira de Eric Clapton Slowhand Tour. Meses después del lanzamiento del primer álbum de estudio, la banda se presentó dos noches en el programa televisivo The Midnight Special el 17 y 18 de marzo de 1978 promocionándolo y tocando algunas canciones del disco. Finalizando el programa, la banda tocó «Baby Come Back» y todo el público comenzó a aplaudir. Otra de las grandes interpretaciones de la canción fue durante un concierto en el Capitol Theatre de Passaic, Nueva Jersey, el 8 de octubre de 1978 como parte de la gira promocional del segundo álbum del grupo. El 31 de julio de 1982, la banda apareció tocando esta canción en el programa Solid Gold, durante la promoción de su cuarto álbum de estudio y con una nueva formación.
Así, la balada se ha convertido en una canción fija de los conciertos en vivo del grupo, aún después de su separación. Peter Beckett, siendo miembro de Little River Band, tocaba la canción en cada presentación, esto se puede notar en una presentación que se dio en 1991 en un club de Alemania. Tras la nueva formación de Player, la balada fue transformándose en una simple y melódica canción acompañada por guitarras y una cálida voz de Beckett.[cita requerida]

## Recepción

### Comercial

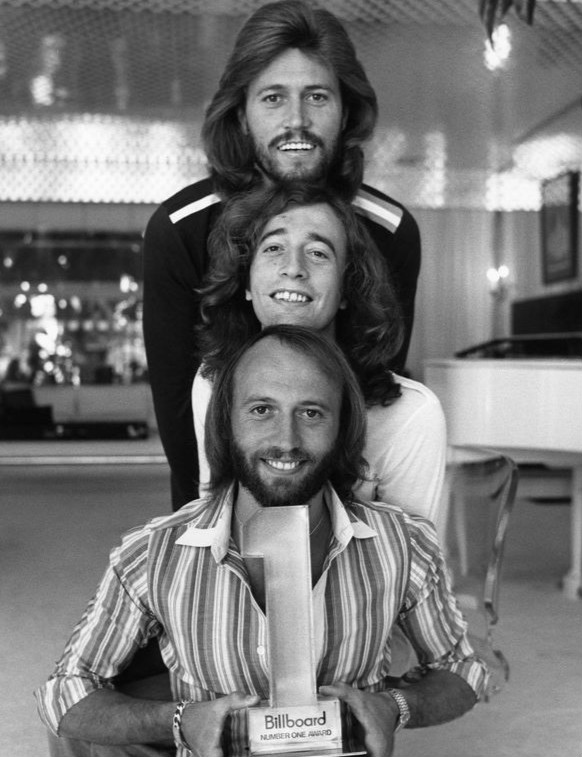
«How deep is your love» de Bee Gees —foto— fue reemplazada por la canción en la lista de los Estados Unidos, siendo a su vez suplantada por «Stayin' alive».

«Baby Come Back» se lanzó por primera vez como sencillo en 1977, con «Love Is Where You Find It» como lado B. Luego de su publicación, ingresó a la lista Billboard Hot 100 en la posición n°13 durante cuatro semanas, en enero de 1978 llegó a ocupar la posición nº1 por tres semanas, desplazando a «How deep is your love» de Bee Gees, convirtiéndose en uno de los sencillos con mayores ventas de ese año vendiendo más de 2 millones de copias de unidad y consiguiendo su primera certificación de disco de oro otorgada por la RIAA, siendo superado más tarde por Stayin' Alive, también de Bee Gees. En el otro conteo de Billboard, Hot Soul Singles, se ubicó en la posición n°10. En Canadá, que fue publicado el 28 de julio de 1977, entró ocupando la posición n.º 4 en la Canadian Top Singles por dos semanas, y finalmente llegó a la posición n°1 en febrero de 1978, por seis semanas, desplazando a «You're in My Heart» de Rod Stewart y recibiendo también una certificación de disco de oro.
Para el Reino Unido, el sencillo fue publicado en formato 7" por primera vez el 14 de octubre de 1977 pero no logró entrar en la lista británica. Sin embargo se volvió a editar por segunda vez el 3 de febrero de 1978, y logró ocupar la posición n°32 en la UK Singles Chart por veintitrés semanas el 25 de febrero de 1978, cosechando un éxito moderado. En Francia, el sencillo obtuvo un éxito muy parecido al de los Estados Unidos, ya que ingresó en la posición n°2 en la French Singles Chart y se mantuvo durante catorce semanas. También logró ubicarse en la posición n°4 de la lista Recorded Music NZ de Nueva Zelanda por dos semanas. En los Países Bajos y en Australia, alcanzó las posiciones 21 y 15 en las listas Dutch Top 40 y Kent Music Report, respectivamente.

### Crítica
En términos generales, «Baby Come Back» recibió reseñas positivas y negativas por parte de los críticos musicales. Stephen Thomas Erlewine de Allmusic, la nombró como una de esas clásicas maravillas de un solo éxito de los 70 y agregó que «es una canción que fácilmente encontró su camino hacia el número uno, y se mantuvo en la conciencia del público en los últimos años». Rafael Valdizán del diario peruano El Comercio, mencionó que «Baby Come Back logró gustar de inmediato, gracias a su estribillo» y la nombró como «una balada de perfil soul muy en la vena de Ambrosia y Boz Scaggs». Sin embargo, el éxito de la canción no gustó a algunos críticos, quienes no estaban de acuerdo con el sonido de la banda y decían que su estilo era como un «carbón flagrante» de otros grupos musicales. Otros autores afirmaron que la canción era una imitación del tema de Hall & Oates She's Gone, debido a su similar sonido, mientras que otros mencionaban que la banda había copiado el estilo de grupos como Foreigner, Bee Gees, Steely Dan, Eagles, Journey e incluso Andy Gibb.

## Posicionamiento
| País           | Listas (1977–1978)         | Posición más alta |
| -------------- | -------------------------- | ----------------- |
| Estados Unidos | Cash Box Top 100           | 1                 |
| Estados Unidos | Billboard Hot 100          | 1                 |
| Estados Unidos | Billboard Hot Soul Singles | 10                |
| Estados Unidos | Record World               | 2                 |
| Canadá         | RPM                        | 1                 |
| Nueva Zelanda  | Recorded Music NZ          | 4                 |
| Alemania       | Media Control Charts       | 33                |
| Francia        | French Singles Chart       | 2                 |
| México         | AMPROFON                   | 1                 |
| Reino Unido    | UK Singles Chart           | 32                |
| Países Bajos   | Dutch Top 40               | 21                |
| Australia      | Kent Music Report          | 15                |

| País           | Fin de año (1978)     | Posición más alta |
| -------------- | --------------------- | ----------------- |
| Estados Unidos | Top 100 Songs of 1978 | 5                 |
| Estados Unidos | Billboard Hot 100     | 7                 |
| Estados Unidos | Cash Box Top 100      | 14                |
| Canadá         | RPM                   | 44                |
| Australia      | Kent Music Report     | 73                |

| País           | Organismo certificador | Certificación | Fecha               | Ventas     |
| -------------- | ---------------------- | ------------- | ------------------- | ---------- |
| Estados Unidos | RIAA                   | Oro           | 12 de enero de 1978 | 2,000,000^ |
| Canadá         | CRIA                   | Oro           | 1 de abril de 1978  | 1,000,000^ |

## Uso en otros medios

### Series y publicidades
- La canción fue utilizada para la serie de televisión The Simpsons en el episodio "Homer Alone". Cuando Homero llama a la línea directa de bebés perdidos a informar de que Maggie no está presente, como suspenso aparece la melodía de "Baby Come Back".
- La canción apareció en el episodio "Church Hopping" de The King of the Hill. Cuando Hank decide probar suerte usando el método de adoración, los dos se emborrachan en el local de un bar, el punto después de estar, y comenzar a cantar la melodía, que juega en el Jukebox.
- Fue utilizada en un comercial de Swiffer Dusters en el que rechazó un plumero trantado de recuperar a su propietario mediante el uso de esta canción pero fue en vano.
- En 2011, fue utilizada para la publicidad de la Toyota Hilux en Australia.
- En el 2007, fue utilizada en la película de Transformers cuando el Autobot Bumblebee se comunica con su nuevo dueño Sam Witwicky a través de canciones en la radio. En este caso, tras un incidente con la chica que le atrae, Mikaela, se baja del coche y Sam intenta persuadirla para que "vuelva". Se espera que la letra de la canción cumpla este deseo, tal como lo establecieron los realizadores, aunque es poco probable, dado el contexto, que ella realmente regrese de todos modos.

### Películas
La canción apareció en varias películas como:
- Safe Men - 1998
- Roll Bounce - 2005
- Date Movie - 2006
- A Guide to Recognizing Your Saints - 2006
- Transformers - 2007
- Black Adam - 2022

## Versiones de otros artistas
- En 2006, el sencillo fue remasterizado por Vanessa Hudgens en el tema «Come Back to Me».
- En 2008, fue regrabado por Lil Rob como su canción «Let Me Come Back».
- En 2009, la canción fue interpretada por Magic Juan para su álbum de estudio titulado The Sure Bet.
- La banda de power pop Jellyfish interpretó una versión de esta canción durante un concierto, como la introducción de su sencillo "Baby's Coming Back".
- Lisa Santsfield grabó una versión para el lanzamiento de su epónimo álbum de 1997 en Japón.
- En 2011, fue la fuente de una parodia titulada "Cutty Come Back", que alude a la de los problemas de Chicago Bears sin mariscal de campo Jay Cutler.[34][35][36][37][38]
- En 2012, la banda costarricense de hardcore Billy the Kid hace una versión de la canción mezclada con el género hip hop.
- En 1992 el cantante y compositor italiano Vincent Thoma realizó una versión Pop/Soul de este éxito. Esa versión se encuentra en el álbum de 1992 Hollywood Café de dicho cantante. Está compuesta en la tonalidad de Si Bemol menor y después del bridge vuelve al estribillo, pero en Do menor. (La versión de Player está enteramente en la tonalidad de Do menor)

## Reconocimiento
La siguiente información detallada respecto a los reconocimientos de «Baby Come Back» se extrajo de las páginas web de CBS Radio y Yacht Rock.
| Publicación | País           | Lista                                         | Año  | Posición |
| ----------- | -------------- | --------------------------------------------- | ---- | -------- |
| CBS Radio   | Estados Unidos | Las 101 canciones de los 70 de América        | 2011 | 79       |
| Yacht Rock  | Estados Unidos | Las 10 canciones de rock de todos los tiempos | 2006 | 8        |

## Incluida en
Luego de su lanzamiento en los Estados Unidos y en Europa con «Love Is Where You Find It» como lado B y su incorporación a Player, primer álbum de estudio del grupo, la canción ha sido incluida en los siguientes discos:

### Grandes éxitos
- 1990 – Best of Player
- 1998 – The Best of Player
- 2001 – Player/Danger Zone
- 2005 – Baby Come Back....[40]

### Otros
- 1977 – Alle 13 goed! Deel 13
- 1978 – 13 Super Hits
- 1978 – Disco Friends
- 1978 – Ronco Presents Charts Champions
- 1979 – The Magic Music Of The 70's
- 1988 – Feelings Vol. 3
- 1989 – Raised On Rock - 70's Rock U.S.
- 1993 – Je t'anime - I Love Music
- 1993 – Time Life: The Rock Collection - Rock Resurrection
- 1994 – World Hits 1978
- 1994 – The 70's - 1978 - Back In The Groove
- 2003 – Ulli Wengers One Hit Wonder Volume 4
- 2003 – The Piano And The Song

## Las nuevas versiones de la canción

### Electric Shadows
En 1995, Peter Beckett y Ronn Moss se reencuentran casualmente en Los Ángeles. Tras varios años de separación deciden formar la banda firmando un contrato con la compañía Polystar Co.. A mediados de 1995, editan, únicamente para el mercado japonés, un álbum de estudio titulado Electric Shadows en el que incluía una nueva versión de «Baby Come Back». Esta versión contiene un sonido muy distinto al de la versión original, con nuevos arreglos, guitarras acústicas, y un tempo mucho más lento dejando atrás el característico pop rock. La canción, si bien no tuvo el resultado comercial esperado, logró alcanzar la posición 43 en la Oricon Singles Chart a finales de 1995. La canción contó con «No More Rain» como lado B y fue lanzada en agosto de 1995.

### Too Many Reasons
Luego de varios años sin editar material, el 22 de febrero de 2013, la banda anuncia la publicación de un nuevo disco, el cual se llamó Too Many Reasons. En esta ocasión se volvió a regrabar, remezclar y a remasterizar la canción, siguiendo el mismo estilo pop de la versión anterior. Esta canción fue publicada por la reciente compañía del grupo Frontiers Records el 12 de febrero de 2013.

## Lista de pistas y formatos
- Casete

| Sencillo en casete |                                   |          |  |
| N.º                | Título                            | Duración |  |
| 1.                 | «Baby Come Back (Single version)» | 3:45     |  |

- Sencillo en 12" y 7"

| Sencillo en 12" y 7" |                                  |          |  |
| N.º                  | Título                           | Duración |  |
| 1.                   | «Baby Come Back (Álbum versión)» | 4:13     |  |
| 2.                   | «Love Is Where You Find It»      | 3:59     |  |

- 7"

| Sencillo en 7" |                                   |          |  |
| N.º            | Título                            | Duración |  |
| 1.             | «Baby Come Back (Single version)» | 3:28     |  |
| 2.             | «Love Is Where You Find It»       | 3:57     |  |

- Sencillo en CD

| Sencillo en CD |                  |          |  |
| N.º            | Título           | Duración |  |
| 1.             | «Baby Come Back» | 4:01     |  |

| Otras versiones y remezclas |                                          |                           |          |  |
| N.º                         | Título                                   | Escritor(es)              | Duración |  |
| 1.                          | «Baby Come Back (Japanese edition)»      | Peter Beckett, JC Crowley | 3:33     |  |
| 2.                          | «Love Is Where You Fun It»               | Peter Beckett             | 3:55     |  |
| 3.                          | «Baby Come Back (Canadian edition)»      | Peter Beckett, JC Crowley | 3:27     |  |
| 4.                          | «Baby Come Back (European edition)»      | Peter Beckett, JC Crowley | 4:12     |  |
| 5.                          | «Baby Come Back (Portuguese edition)»    | Peter Beckett, JC Crowley | 3:30     |  |
| 6.                          | «Baby Come Back (Mono)»                  |                           | 3:28     |  |
| 7.                          | «Baby Come Back (Stereo)»                |                           | 3:28     |  |
| 8.                          | «Baby Come Back (UK version)»            |                           | 4:18     |  |
| 9.                          | «Baby Come Back (Italian edition)»       |                           | 3:32     |  |
| 10.                         | «Baby Come Back (Spiral tribe Extended)» |                           | 6:03     |  |

## Personal
- Peter Beckett – voz principal y coros, guitarra eléctrica
- J.C. Crowley – piano eléctrico, piano acústico y coros
- Ronn Moss – bajo y coros
- John Friesen – batería, maracas y bongos

personal adicional
- Wayne Cook – sintetizadores, clavinet y piano eléctrico